# Шампањак (Приморски Шарант)
Шампањак (фр. Champagnac) насеље је и општина у западној Француској у региону Поату-Шарант, у департману Приморски Шарант која припада префектури Жонзак.
По подацима из 2011. године у општини је живело 530 становника, а густина насељености је износила 41,12 становника/km². Општина се простире на површини од 12,89 km². Налази се на средњој надморској висини од 50 метара (максималној 92 m, а минималној 31 m).

## Демографија
| 1962. | 1968. | 1975. | 1982. | 1990. | 1999. | 2011. |
| ----- | ----- | ----- | ----- | ----- | ----- | ----- |
| 359   | 404   | 401   | 431   | 427   | 463   | 530   |

График промене броја становника у току последњих година